# Удинцов, Аркадий Никанорович
Аркадий Никанорович Удинцов (1895—1971) — русский офицер, участник Белого движения на Востоке России, начальник конвоя адмирала Колчака.

## Биография
Родился 23 января 1895 в Иркутске в семье сельского священника из Ирбитского уезда. Поступил в Киевский коммерческий институт. Не успел закончить институт из-за начавшейся Первой мировой войны и решил отправиться на фронт. Окончил Чистопольскую школу прапорщиков в 1916 году и отправился на фронт, где был трижды ранен и награждён пятью орденами, в том числе — Георгиевским крестом IV степени с лавровой ветвью. К концу Первой мировой войны дослужился до капитана.
Летом 1918 года примыкает к Белому движению в Сибири. Становится командиром батальона в Ирбитско-Перновском полку горных стрелков, участвует в боях с большевиками. В ноябре 1918 года поддерживает переворот в пользу Колчака. Назначен начальником его личной охраны — конвоя адмирала Колчака и с тех пор везде сопровождал адмирала. Повышен до подполковника.
Во время Великого Сибирского Ледяного похода конвой был распущен Колчаком. Удинцов тайком пробрался к западной границе, перешёл её и в итоге оказался в Германии. Там он сумел устроиться булочником, что давало пусть небольшой, но стабильный доход, и в 1924 году выписал к себе всю семью.
В годы Второй мировой войны Удинцов продолжал работать в одной из немецких булочных. Сотрудничать с нацистами отказался. В 1945 году был арестован НКВД. Десять лет вместе со своим старшим сыном Аркадием Аркадьевичем провёл в сталинских лагерях. В 1956 году вместе с сыном ему позволили покинуть места заключения и воссоединиться с семьёй. От получения советского гражданства отказался. Скончался 16 июля 1971 года в Берлине и похоронен на кладбище Тегель.

## Награды
- Георгиевское оружие
- Орден Св. Анны 3 ст. с мечами и бантом
- Орден Св. Анны 2 ст. с мечами
- Орден Св. Станислава 3 ст. с мечами и бантом
- Орден Св. Станислава 2 ст. с мечами
- Орден Св. Владимира 4 ст. с мечами и бантом
- Георгиевский крест 4 ст. с лавровой ветвью
- Орден Почётного легиона (Франция)

## Семья
- В 1918 году женился на тюменской гимназистке-старшекласснице Е. И. Шевелёвой, два сына и дочь, впоследствии известная как немецкая актриса Ирина Пабст[3].

## В культуре
По утверждению  дочери устные воспоминания ее отца были частично положены в основу романа «Заглянуть в бездну» встречавшимся с ним писателя Владимира Максимова, и в этом романе он выведен писателем под фамилией Удальцов.  
Полковник Удинцев также фигурирует в сериале «Адмиралъ» как начальник охраны Колчака. 